# 美洲蛎鹬
，又稱美洲斑蛎鹬，为鸻形目蛎鸻科蛎鹬属下的涉禽，广泛分布于美洲沿海地区。此鸟身体黑白相间，鸟喙长而厚，为亮橙色。该鸟主要以潮间带的各种贝类和其他小动物为食。美洲蛎鹬一般会在3—4岁大时开始繁殖，并会照顾雏鸟约2月左右。美洲蛎鹬目前种群稳定，IUCN评为无危，但仍易受栖息地破坏与环境污染的影响。

## 外貌描述

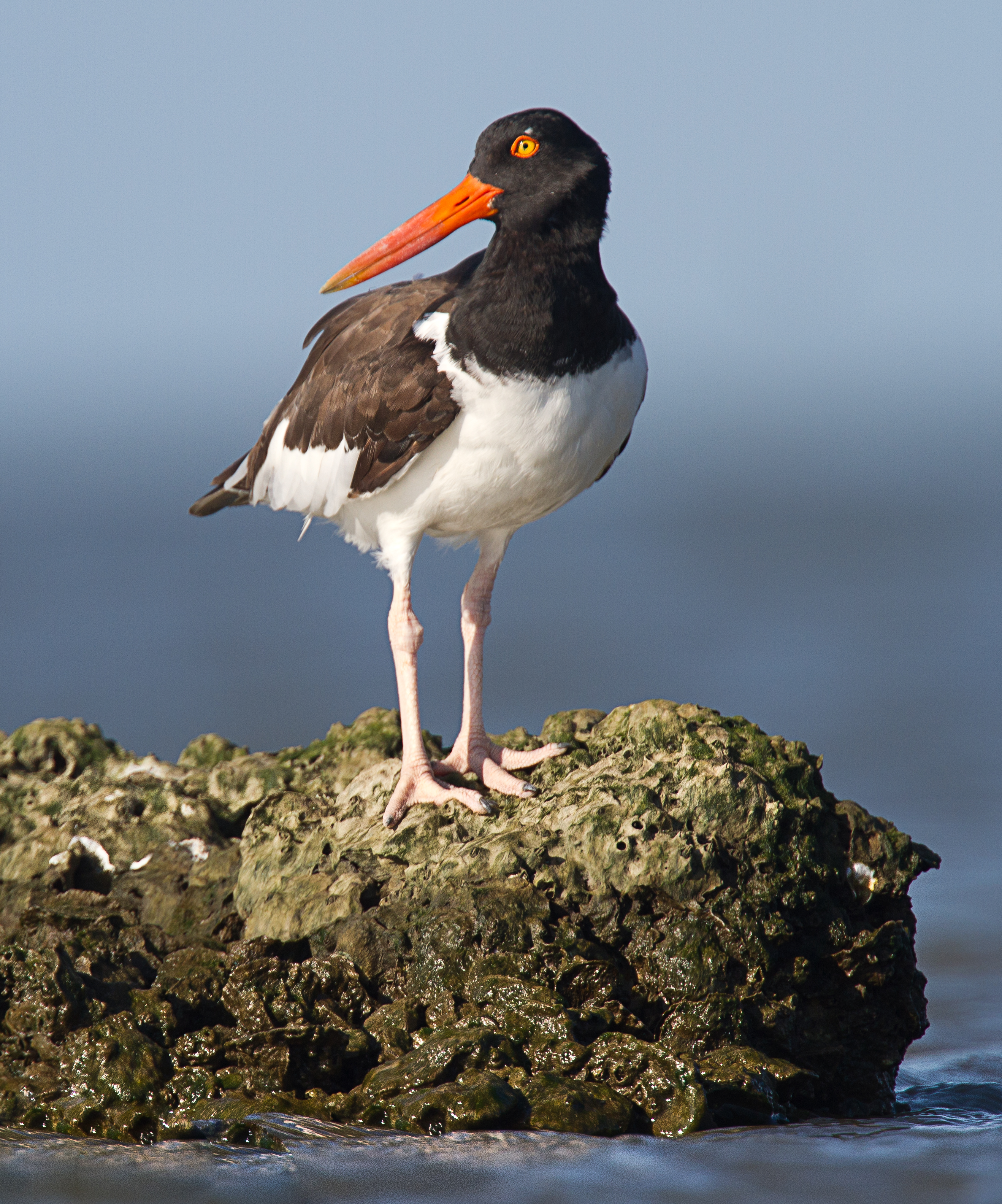
礁石上的美洲蛎鹬，摄于美国得克萨斯州得克萨斯城

美洲蛎鹬是一种大型鹬类。该鸟头部和胸部呈黑色，翅膀、背部和尾部灰黑，腹部则是白色。其翅膀内部亦为白色，但仅在飞行时可见。其瞳孔为黄色，眼睛周围一圈为橙黄色。其嘴厚而长，为亮橙色。该鸟腿部为粉色。成年美洲蛎鹬体长42—55厘米。

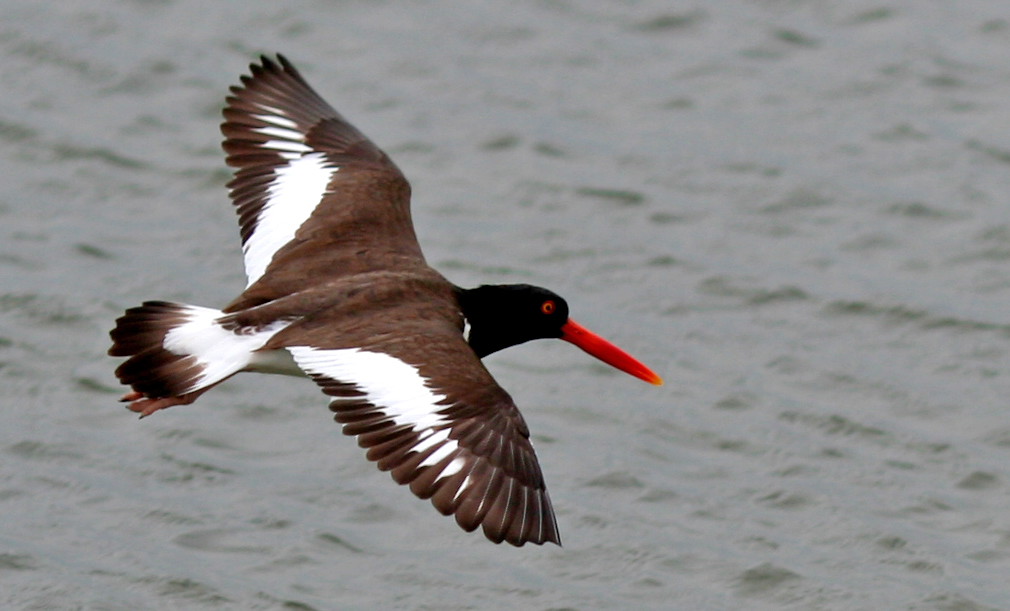
飞行中的美洲蛎鹬，摄于美国佛罗里达州西部

## 种群分布
美洲蛎鹬分布于北至新英格兰、南至乌拉圭和阿根廷的大西洋沿岸，以及加利福尼亚州南部至智利的太平洋沿岸。墨西哥湾以及加勒比海沿岸亦有分布。其在新英格兰地区的种群会在冬季迁徙至美国南方，而其余地区的种群则多为留鸟。

## 种间关系
美洲蛎鹬最近的亲缘种是分布于北美洲西岸的美洲黑蛎鹬。二者常在加利福尼亚州南部等分布重叠处杂交。

## 生态与习性

### 栖息地
美洲蛎鹬几乎只栖息于沿海滩涂，尤其喜爱少见天敌的屏障岛。其筑巢地一般是贝类充沛的沙滩，但偶尔也会在苦咸水沼泽等生境筑巢。在遭遇飓风等恶劣天气时，美洲蛎鹬会前往临近的农田等生境寻求庇护。

### 捕食

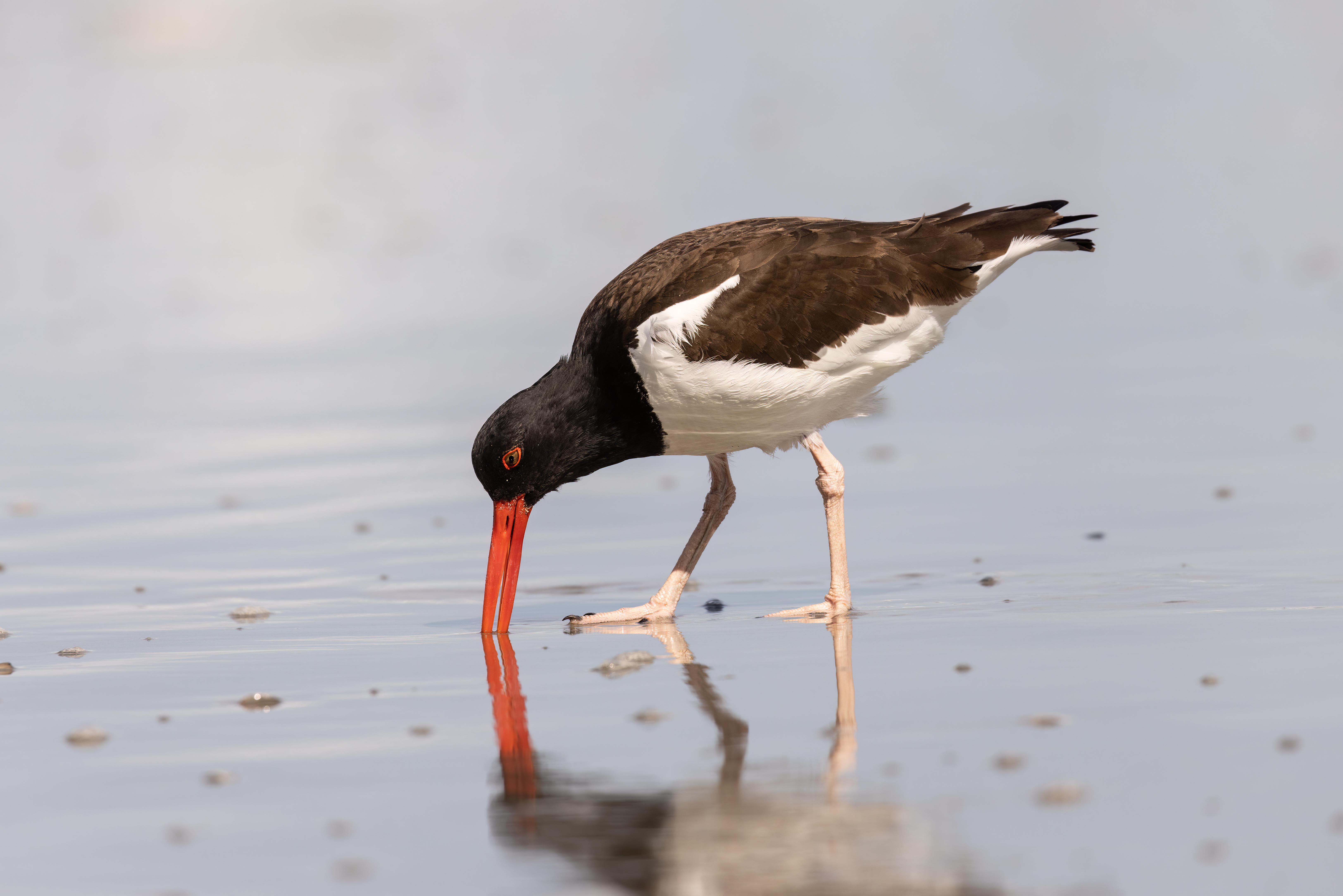
滩涂上觅食的美洲蛎鹬，摄于美国新泽西州大西洋城

美洲蛎鹬主要以贝类和其他海生无脊椎动物为食。其最常捕食的猎物是牡蛎，但亦会捕食贻贝、蛤蜊、笠螺、海胆、螃蟹、海星和蠕虫。美洲蛎鹬一般会漫步于海岸，寻找半开的贝类，并用喙将其肉夹出。然而，有时美洲蛎鹬的鸟喙可能会被夹住，如在涨潮前未能挣脱甚至有可能会因此溺亡。此外，美洲蛎鹬还会将喙伸入蛏子、螃蟹等掘穴生物的巢穴中，将其从中叼出。对于带有硬壳的猎物，美洲蛎鹬可能会在礁石上将其砸碎。美洲蛎鹬最常在退潮时捕食，彼时潮水较浅以便于其搜寻猎物，同时大部分贝类仍会张开其贝壳以获取食物。北美鹬、翻石鹬和大型鸥类有时会跟随觅食中的美洲蛎鹬，及其得手便前去抢夺其猎物。

### 生命周期
美洲蛎鹬的繁殖季为每年4—7月。求偶时，雄鸟会发出频率逐渐增快的吹笛声并旋转身体，有时还会飞到空中。有时会有三对美洲蛎鹬一同进行求偶动作。该鸟有时会在褐鹈鹕、黑剪嘴鸥或是燕鸥的群落内筑巢。之后，雄鸟会用脚在地上挖出5个小坑，而雌鸟会选择其中一个作为鸟巢。雄鸟与雌鸟均会参与孵蛋和育雏。其蛋为灰褐色，上有暗色斑点，长5.6—5.8厘米，宽3.9—4厘米。雌鸟一般一窝产下2—4枚蛋，这些蛋会在24—28天后孵化。期间，浣熊、臭鼬、郊狼、乌鸦、鼠与狐狸均会捕食该鸟的鸟蛋。

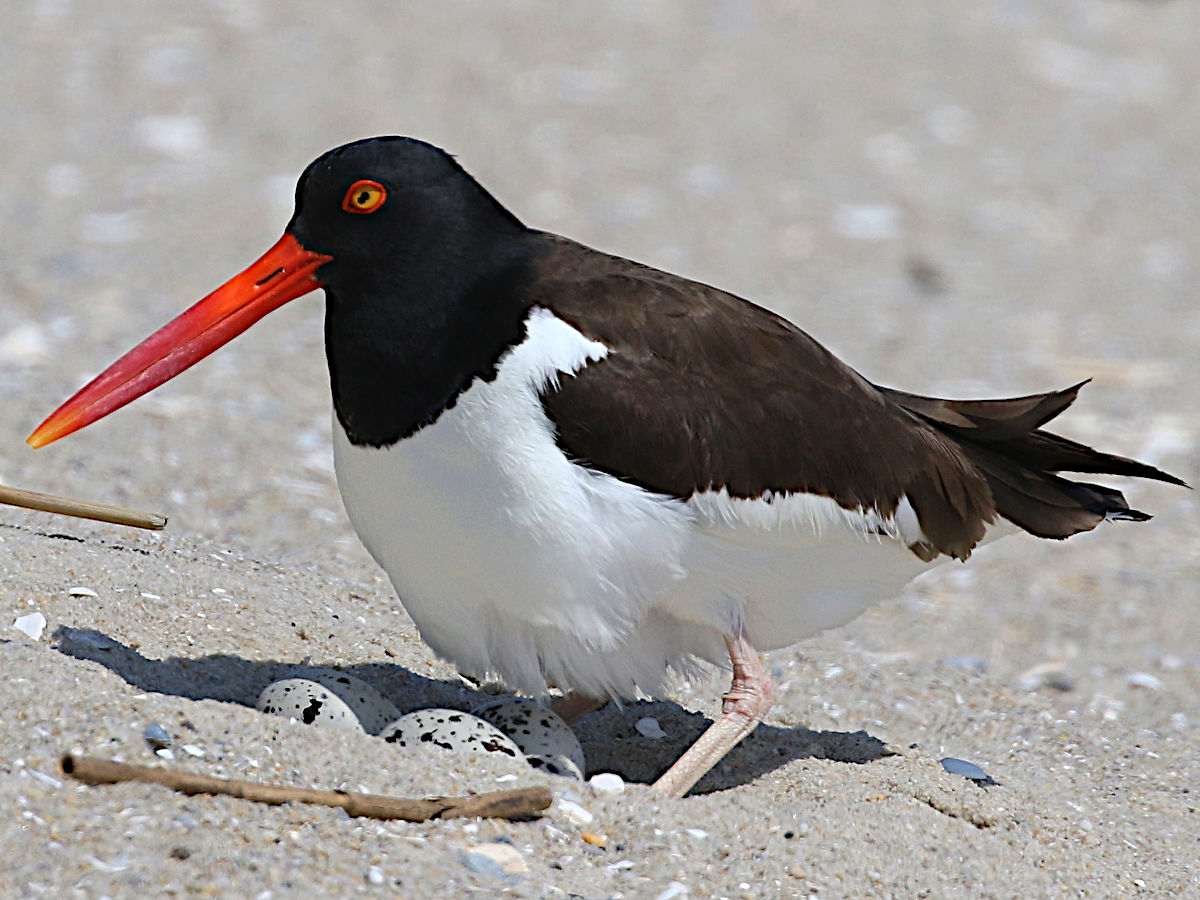
孵蛋的美洲蛎鹬，摄于新泽西州五月岬州立公园（英语：Cape May Point State Park）
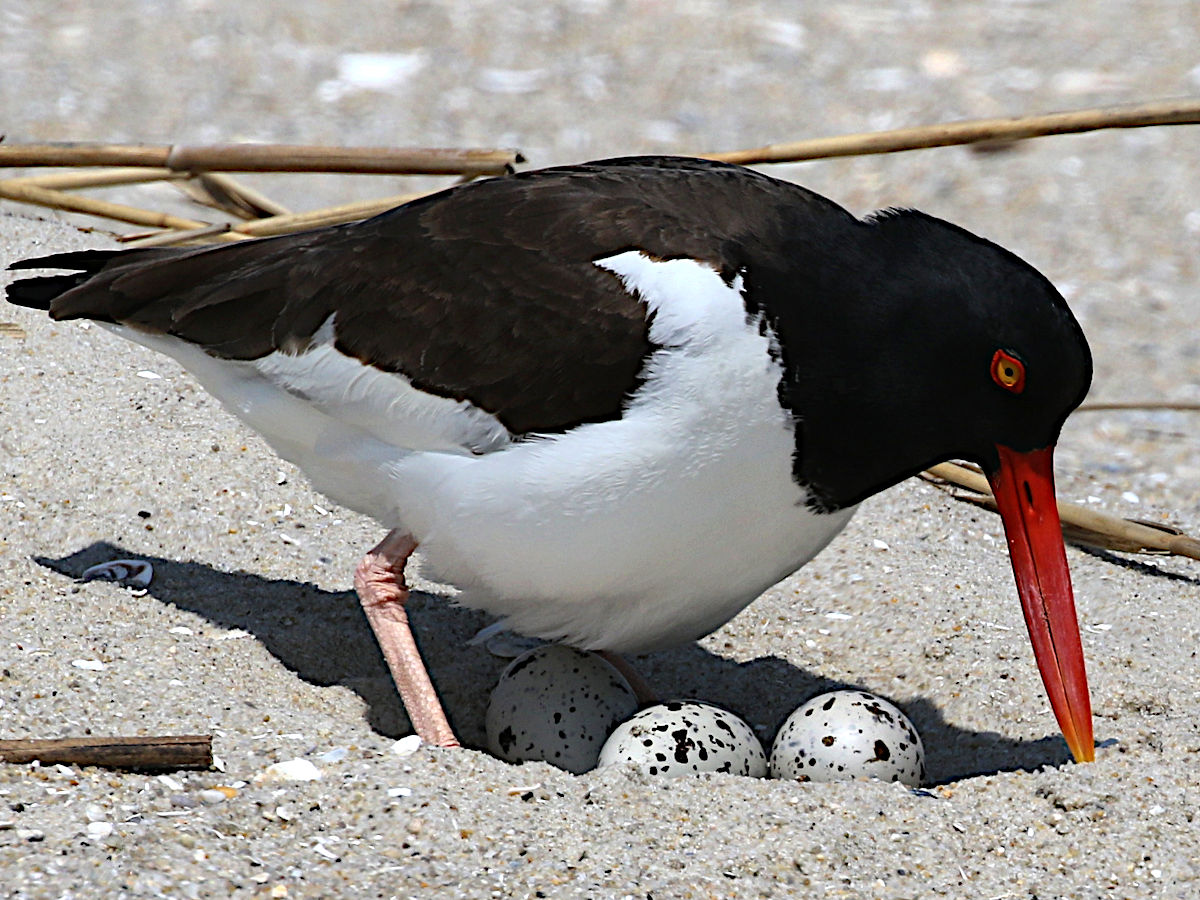
左图拍摄的20分钟后，这只美洲蛎鹬的配偶前来换班孵蛋

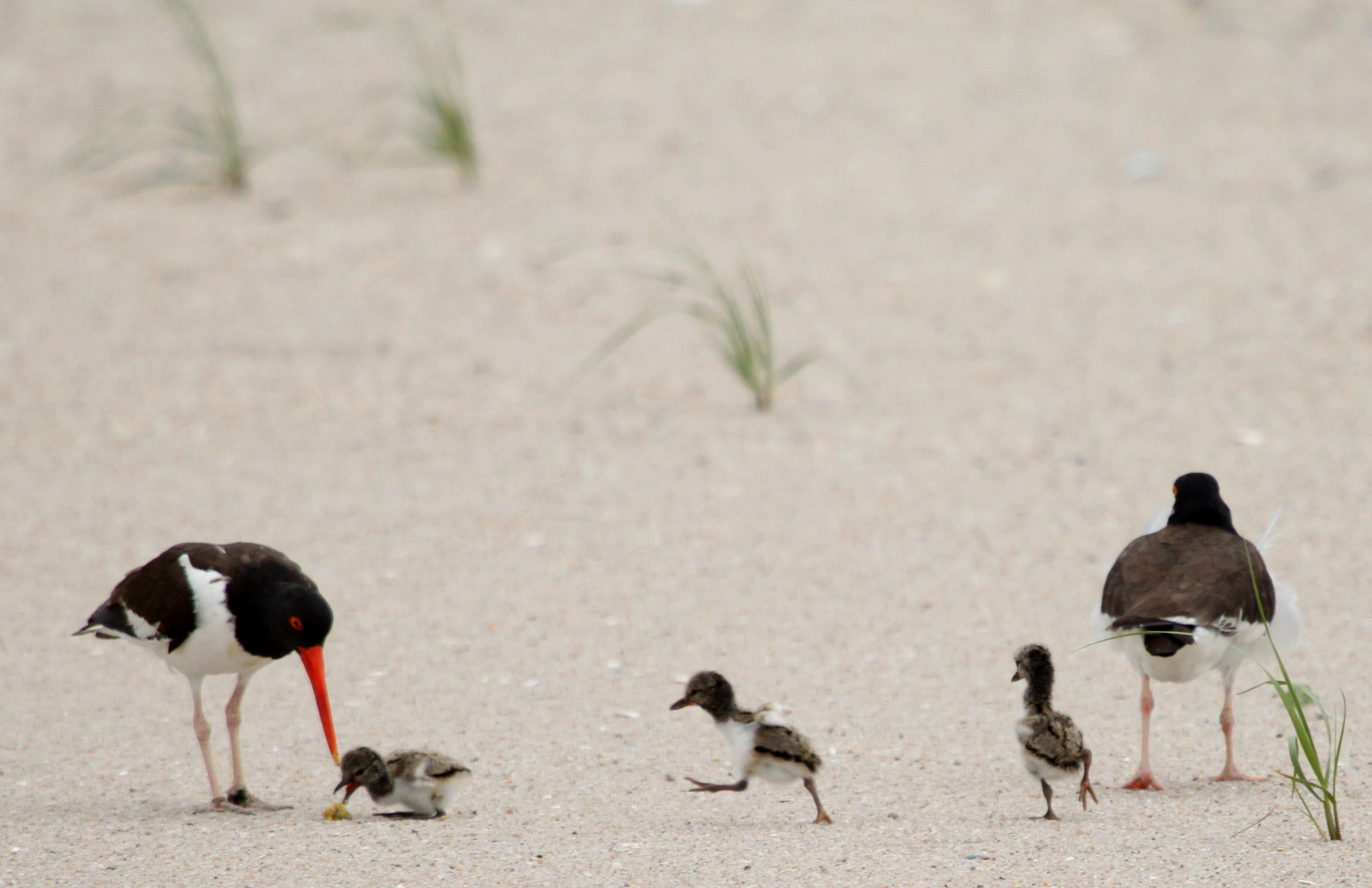
一对美洲蛎鹬及其雏鸟，摄于新泽西州

雏鸟破壳而出时全身覆盖有棕色绒毛。此时的雏鸟已具备视力，且在破壳2小时就能行走，1天后即可离开巢穴。幼鸟还能下水游泳或潜水以躲避掠食者。幼鸟会在35天大时长齐羽翼，5周大时便可飞行，但此时其喙部还不足以打开贝类，故亲鸟仍会投喂直至雏鸟2月大时。不过幼鸟可能会在亲鸟仍在投喂时便尝试独自觅食。此后亲鸟和幼鸟便会分别，多会飞往不同地区。不过幼鸟常会在数年后返回其出生地。
美洲蛎鹬是一夫一妻制鸟类，有时其配偶关系可维持数年。美洲蛎鹬在鹬类中寿命较长，有记录的最长寿个体活了至少23年。因此，其繁殖率较其他鹬类而言更低。

## 种群保育
美洲蛎鹬目前种群状况稳定分布广泛，无灭绝之虞，IUCN将其评为无危。，据估计全球共有74000只成年个体。19世纪曾有大量盗猎者为获取其羽毛和鸟蛋而猎杀美洲蛎鹬，以至于其在新英格兰地区一度绝迹。然而，在1918年候鸟条约法案颁布后，该鸟种群已经恢复。目前，该鸟虽受栖息地破坏、塑料污染以及海平面上升等因素影响，但疏浚活动所造成的沙洲亦是其绝佳的栖息地。美洲蛎鹬在鸟类保护组织飞行伙伴的种群风险评估中得分为14分，并将其列为“需要关注”的鸟类。